# Burnet (Texas)
Burnet es una ciudad ubicada en el condado de Burnet, Texas, Estados Unidos. Según el censo de 2020, tiene una población de 6.436 habitantes.

## Geografía
La ciudad está ubicada en las coordenadas 30°45′02″N 98°14′18″O / 30.75056, -98.23833 (30.750602  -98.238192). Según la Oficina del Censo de los Estados Unidos, Burnet tiene una superficie total de 26.94 km², de la cual 26.85 km² corresponden a tierra firme y 0.09 km² es agua.

## Demografía
Según el censo de 2020, hay 6.436 personas residiendo en Burnet. La densidad de población es de 239,7 hab./km². El 75.8% son blancos, el 2.6% son afroamericanos, el 0.8% son amerindios, el 1.3% son asiáticos, isleños del Pacífico, el 8.6 % son de otras razas y el 10.9% son de dos o más razas. El censo también registró dos personas identificadas como isleños del Pacífico. Del total de la población el 23.4% son hispanos o latinos de cualquier raza.